# 청주흥덕도서관
청주흥덕도서관(淸州興德圖書館)은 대한민국 충청북도 청주시 흥덕구 복대동에 있는 도서관이다.

## 연혁
- 2009년 3월 31일 개관.

## 이용 안내
이용 시간
- 아동자료실, 정기간행물실: 매일 09:00~18:00
- 종합자료실(디지털자료실), 성인학습실: 평일 09:00~22:00 / 토·일요일 09:00~18:00

휴관일
- 매주 월요일
- 휴관일